# 埃尔默·本内特
埃尔默·詹姆斯·本内特（英語：Elmer James Bennett，1970年2月13日—），美国NBA联盟职业篮球运动员。他在1992年的NBA选秀中第2轮第38顺位被亚特兰大老鹰选中。